# Піт-Гейн Ґеріс
Піт-Гейн Ґеріс (нід. Piet-Hein Geeris, 29 березня 1972) — нідерландський хокеїст на траві.
Олімпійський чемпіон 2000 року.
Чемпіон світу 1998 року, бронзовий призер 2002 року.
Переможець Трофею чемпіонів 1998, 2000, 2002, 2003 років, бронзовий призер 1993, 1999, 2001 років.